# Décseszentpál
Décseszentpál (horvátul Ferdinandovac) falu és község Horvátországban, Kapronca-Kőrös megyében. Közigazgatásilag Brodić falu tartozik hozzá.

## Fekvése
Szentgyörgyvártól 10 km-re északkeletre a Dráva jobb partján fekszik.

## Története
IV. Béla királynak egy 1270-ben kelt oklevele Szentgyörgyön és Kalinovacon kívül három drávamenti települést és egy a mai Ferdinandovac területén egykor volt Krnin nevű birtokot is megemlít. Szerepel benne a mai községhez tartozó Bistra-patak, Telnice és Tripče neve is. A csázmai káptalan 1277-es oklevele szerint "Kyrnin" birtokosai Zakariás fia Blagoja és Tort fia Péter voltak. Ivan Južak plébános feljegyzése szerint a mai plébániatemplomtól fél óra járásra északnyugatra az erdőben találhatók annak a Szent Pálnak szentelt templomnak az alapfalai, amelyet már a zágrábi káptalan 1334-es összeírása és az 1501-es egyházi vizitáció is megemlít. Mellette egykori kolostor, vagy plébánia épületének nyomai láthatók. Adolf Blaga plébános feljegyzi, hogy Matije Živko házának közelében a föld megbolygatásakor emberi csontok, nyilvánvalóan egykori temető maradványai kerültek elő. Az itt egykor létezett középkori falut valószínűleg Ulama pozsegai szandzsákbég 1552-es drávamenti hadjárata során pusztította el a török.
A török veszély elmúltával a 18. században egy kis település kezdett itt kialakulni, melyet szegény emberek, főként pásztorok, sajkások, favágók laktak. A ma Stari Brodnak nevezett falut ekkor 18 család lakta. Kápolnáját 1717 és 1719 között építették és Szent Miklós tiszteletére szentelték. 1782-ben káplánt rendeltek az itteni hívek lelki gondozására. A település 1812-ben már mintegy 500 lelket számlált, a Dráva közelsége miatt azonban rendszeresen árvizek sújtották, ezért szükségesnek látszott egy új falu alapítása.
Ferdinandovac betelepítését a katonai határőrvidék szentgyörgyi kapitányának Rajmund Tarbuknak köszönheti, aki Bécsből megbízást kapott arra, hogy a Dráva mocsaras jobb partján megfelelő helyet találjon egy település létesítéséhez. A tervek szerint az új település két és fél kilométer hosszan és nyolcszáz méter szélességben húzódott volna. Tarbuk által meghatározott központja pedig egy a tölgyerdőben emelkedő magaslat volt. Az erdő kivágása 1844 augusztusára fejeződött be és ezen a helyen létesült Ferdinandovac, melyet kezdetben még Brodnak neveztek. Az új települést később az akkori uralkodóról V. Ferdinánd magyar királyról nevezték el. A települést a mérnöki tervek alapján katonák építették, egyfajta mintatelepülésnek szánták. Az építés rendkívül gyors ütemben haladt, három hónap múlva már 83 család és 830 lakos telepedett le itt. A lakóknak már az első évben komoly nehézségekkel kellett megküzdeniük. A kedvezőtlen időjárás megsemmisítette a termést és árvíz is pusztított. 1845. január 25-én Ivan Južak plébános kérte a királyt, hogy adjon segítséget egy új templom és plébánia felépítéséhez. A király a kérést mindenben teljesítette. Tavasszal már le is rakták a plébánia alapjait és szeptemberre kész lett az épület. 1847. április 25-én felszentelték a templomot is, melyet Szent Ferdinánd kasztíliai királyról neveztek el. Az ünnepségen az akkori állam egyházi és katonai vezetői is megjelentek.
A falunak 1857-ben 1093, 1910-ben 3191 lakosa volt. Trianonig Belovár-Kőrös vármegye Szentgyörgyi járásához tartozott. 1936-ban a hatóságok a településnek a Jelačićevo nevet adták, később azonban visszakapta eredeti nevét. 1962-ben Szentgyörgyvárhoz csatolták. 2001-ben a községnek 2107, a falunak 1984 lakosa volt.

## Nevezetességei
Szent Ferdinánd tiszteletére szentelt római katolikus plébániatemploma 1847-ben épült klasszicista stílusban. Észak-déli tájolású, egyhajós épület, téglalap alaprajzú hajóval, és valamivel keskenyebb, lekerekített szentéllyel. Mellette a nyugati oldalon a sekrestye, az északi főhomlokzat központi tengelyében pedig harangtorony található. Nyeregtetős, cserépborítású épület. A hajó csehsüvegboltozatos, a boltszakaszok pedig övekkel vannak elválasztva. A keskenyebb, emeltszintű szentély szintén csehsüvegboltozatos, pilasztereken nyugvó gerendákkal, míg az apszis fölött kupola található.